# Oospila flavilimes
Oospila flavilimes es una especie de polilla perteneciente a la familia Geometridae, descrita por el lepidopterólogo inglés William Warren en 1904, con distribución en el Perú. Pertenece a un grupo de especies que lleva su nombre. El holotipo de la especie fue descrito en el sector Santo Domingo, Provincia de Carabaya.
Es una polilla pequeña, con una envergadura de 19 mm y de color verde manzana.